# Lok-Sabha-Wahlkreis Mysore
Der Lok-Sabha-Wahlkreis Mysore ist ein Wahlkreis bei den Wahlen zur Lok Sabha, dem Unterhaus des indischen Parlaments. Er liegt im Bundesstaat Karnataka und umfasst den Großteil des Distrikts Mysore (Mysuru) sowie den Distrikt Kodagu.
Bei der letzten Wahl zur Lok Sabha waren 1.723.134 Einwohner wahlberechtigt.

## Letzte Wahl
Die Wahl zur Lok Sabha 2014 hatte folgendes Ergebnis:
| Kandidat              | Partei                | Stimmen |
| --------------------- | --------------------- | ------- |
| Prathap Simha         | BJP                   | 43,5 %  |
| Adagur H. Vishwanath  | INC                   | 40,7 %  |
| H. Chandrashekaraia   | JD(S)                 | 12,0 %  |
| C. Mohan Kumar        | BSP                   | 1,2 %   |
| Sonstige              | Sonstige              | 2,6 %   |
| Keiner der Kandidaten | Keiner der Kandidaten | 0,8 %   |

## Wahl 2009
Die Wahl zur Lok Sabha 2009 hatte folgendes Ergebnis:
| Kandidat             | Partei   | Stimmen |
| -------------------- | -------- | ------- |
| Adagur H. Vishwanath | INC      | 36,4 %  |
| C. H. Vijayashankar  | BJP      | 35,6 %  |
| B. A. Jiviyaya       | JD(S)    | 22,2 %  |
| Syed Nizam Ali       | BSP      | 2,0 %   |
| M. V. Santhosh Kumar | Unabh.   | 1,2 %   |
| Sonstige             | Sonstige | 2,6 %   |

## Bisherige Abgeordnete
| Wahl       | Name                                | Partei | Stimmen |
| ---------- | ----------------------------------- | ------ | ------- |
| 1951–1952* | N. Rachiah                          | INC    | 29,4 %  |
| 1951–1952* | M. S. Gurupadaswamy                 | KMPP   | 27,5 %  |
| 1957*      | M. Shankariah                       | INC    | 31,7 %  |
| 1957*      | S. M. Siddiah                       | INC    | 24,6 %  |
| 1962       | M. Shankariah                       | INC    | 42,9 %  |
| 1967       | H. D. Tulsidas                      | INC    | 40,1 %  |
| 1971       | H. D. Tulsidas                      | INC    | 74,4 %  |
| 1977       | H. D. Tulsidas                      | INC    | 53,7 %  |
| 1980       | M. Rajashekaramurthy                | INC(I) | 49,5 %  |
| 1984       | Srikantadatta Narasimharaja Wadiyar | INC    | 54,7 %  |
| 1989       | Srikantadatta Narasimharaja Wadiyar | INC    | 55,7 %  |
| 1991       | Chandraprabha Urs                   | INC    | 39,5 %  |
| 1996       | Srikantadatta Narasimharaja Wadiyar | INC    | 34,8 %  |
| 1998       | C. H. Vijayashankar                 | BJP    | 42,1 %  |
| 1999       | Srikantadatta Narasimharaja Wadiyar | INC    | 37,6 %  |
| 2004       | C. H. Vijayashankar                 | BJP    | 33,1 %  |
| 2009       | Adagur H. Vishwanath                | INC    | 36,4 %  |
| 2014       | Prathap Simha                       | BJP    | 43,5 %  |

*) Bei den Wahlen 1951 und 1957 entsandte der Wahlkreis Mysore zwei Abgeordnete in die Lok Sabha.

## Wahlkreisgeschichte
Der Wahlkreis Mysore besteht seit der ersten Lok-Sabha-Wahl 1951. Bis 1973 gehörte der Wahlkreis zum Bundesstaat Mysore, ehe dieser 1973 in Karnataka umbenannt wurde. 